# Bernard Bennett
Bernard Bennett (* 31. August 1931 in Kingston upon Thames, Surrey; † 12. Januar 2002 in Southampton) war ein englischer Snooker- und English-Billiards-Spieler. Er war zwischen 1968 und 1997 für insgesamt 28 Saisons Profispieler und erreichte in dieser Zeit das Viertelfinale der Snookerweltmeisterschaft 1969, das Achtelfinale der Snookerweltmeisterschaft 1974 und Rang 18 der Snookerweltrangliste. 1971 verlor er gegen Rex Williams in einem Herausforderungsduell um den WM-Titel im Rahmen der English-Billiards-Weltmeisterschaft. Darüber hinaus war er Mitbegründer der World Professional Billiards & Snooker Association und auch als Unternehmer tätig.

## Karriere
Im heutigen Süden von London im damals eigenständigen Kingston upon Thames in Surrey geboren, führte Bennetts Bruder ihn an das Snookerspiel heran. 1965 zog die gesamte Familie nach Southampton um, wo die gesamte Familie im Baugewerbe arbeitete, Bennett selbst als Zimmerer. Nach einigen Erfolgen im lokalen Snookersport wurde Bennet 1968 Profispieler und nahm 1969 und 1970 an der Snookerweltmeisterschaft teil, ohne seine Spiele zu gewinnen. Da er 1969 aber direkt ins Achtelfinale gesetzt wurde, ist die WM 1969 sein bestes Ergebnis als Profispieler. Im selben Jahr hatte er zusammen mit sieben anderen Spielern die Professional Billiards Players' Association gegründet. der Snookerverband firmiert heute unter dem Namen World Professional Billiards & Snooker Association, wobei Bennett ebenfalls an der Umbenennung beteiligt war. 1970/71 pausierte er ein Jahr vom Profisnooker, wobei er 1970 mit dem Castle Snooker Club in Southampton seinen eigenen Snookerclub gründete. Später kaufte er weitere Snookerhallen dazu, und richtete diverse Pro-Ams, also Amateurturniere mit Profibeteiligung, aus.
1971 fordert er Rex Williams im Rahmen der English-Billiards-Weltmeisterschaft um den WM-Titel heraus, doch Bennett unterlag Williams mit 4058:9250. Anschließend kehrte er zum Snooker zurück. Nach zwei weiteren erfolglosen Teilnahmen an der Snookerweltmeisterschaft gewann er während der Snookerweltmeisterschaft 1974 gegen Warren Simpson sein erstes Profispiel und verlor im Achtelfinale gegen Alex Higgins, nachdem er sein Auftaktspiel bei der Snookerweltmeisterschaft 1973 knapp mit 8:9 gegen David Greaves verloren hatte. Im Rahmen der Watney Open 1974 nahm Bennett erstmals an einem anderen Profiturnier fernab der WM teil, verlor aber dort genauso wie bei den nächsten beiden WM-Ausgabe. Auf der zwischenzeitlich eingeführten Order of Merit belegte Bennett Rang 21, ehe er sich auf der Snookerweltrangliste, die die Order of Merit ersetzte, auf Rang 18 platzierte, der besten Platzierung seiner Karriere.
Ab 1977 nahm Bennett neben der Snookerweltmeisterschaft auch regelmäßig an der UK Championship teil, bis Mitte 1981 spielte  er darüber hinaus auch bei den Canadian Open 1979 und bei der English Professional Championship 1981 mit. Im selben Zeitraum konnte er allerdings nur ein einziges Spiel gewinnen und zwar bei den Canadian Open gegen einen kanadischen Amateur. Nachdem er sich in den Jahren immer weiter verschlechtert hatte, verlor Bennett Mitte 1981 seinen Weltranglistenplatz und war nun ungesetzter Spieler. Bis 1985 nahm Bennett dann sukzessive an immer mehr Turnieren teil. Allerdings konnte er immer noch nur wenige Partien für sich entscheiden – Siege Bennetts ereigneten sich zwischen 1981 und 1985 gegen Marcus Owen bei den International Open 1982 und gegen Bert Demarco bei insgesamt drei Turnieren. Bei einem dieser drei Turniere, den International Open, profitierte er zusätzlich von zwei kampflosen Aufgaben seiner Gegenspieler. Mitte 1985 konnte sich Bennett wieder auf der Weltrangliste platzieren, auf der er nun auf Platz 94 geführt wurde.
Die nächsten beiden Saisons spielte Bennett – mit ähnlich bescheidenem Erfolg wie zuvor – in Hinsicht auf die Turnierteilnahmen auf dem Niveau der Saison 1984/85, Dann beschränkte er seine Turnierteilnahmen erneut auf nur wenige Turniere, darunter stets die Snookerweltmeisterschaft. Da er weiterhin so gut wie kein Spiel gewinnen konnte, belegte er 1990 nur noch Platz 141. In den darauffolgenden Saisons stieg bei Bennett wieder die Zahl der Turnieranmeldungen, allerdings trat er zu einem Großteil seiner Partien nicht an. Mit der Saison 1994/95 folgte schließlich eine Zäsur, denn Bennett nahm nur an einem einzigen Turnier teil: in der Qualifikation für die Snookerweltmeisterschaft unterlag er mit 0:5 Alfie Burden. Danach verzichtete er auf weitere Turnierteilnahmen. Grund dafür waren gesundheitliche Probleme. Mittlerweile abgestürzt auf Platz 503, verlor er 1997 seinen Profistatus. Nach dem Ende seiner Profikarriere blieb Bennett allerdings weiterhin in seinem Snookerhallen-Geschäft in Southampton tätig. Dort förderte er Jugendspieler. Verheiratet und Vater dreier Kinder, verstarb Bennett im Januar 2002 mit 70 Jahren in einem Krankenhaus in seiner langjährigen Heimat Southampton. Der damalige Vorsitzende der World Professional Billiards & Snooker Association, Mark Wildman, ehrte Bennett als „sehr nette Person“, die „eine treibende Kraft während der Anfängen des professionellen Snookersports“ gewesen sei.

## Spielweise
Bennett sah sich selbst nicht als sonderlich talentierten Spieler. Er galt beispielsweise nicht als guter Breakbuilder, wobei sein höchstes bekanntes professionelles Break ein 63er-Break beim Professional Players Tournament 1982 ist.

## Erfolge
| Ausgang         | Jahr | Turnier                             | Finalgegner  | Ergebnis  |
| --------------- | ---- | ----------------------------------- | ------------ | --------- |
| Amateurturniere |      |                                     |              |           |
| Zweiter         | 1971 | English-Billiards-Weltmeisterschaft | Rex Williams | 4058:9250 |